# 大吴街道
大吴街道是中华人民共和国江苏省徐州市贾汪区下辖的一个街道办事处。
2013年8月6日，江苏省人民政府批复同意撤销大吴镇，将原大吴镇建平、蔡庄、瓦庄、解台、小吴、西大吴6个村委会区域和旗山、新旗、张庄、新庄、小黄山、程楼、湖里、权台西村、韩园、两妥、鹿庄、东段庄、民主苑13个居委会区域，与原贾汪镇庄庄、南庄、岗子、泉河、韩场5个居委会区域，以及青山泉镇白集村委会区域合并，设立大吴街道办事处，街道办事处驻吴中路2号。

## 行政区划
大吴街道下辖以下村级行政区划单位：
白集村、程楼社区、湖里村社区、旗山社区、新庄社区、新旗社区、张庄社区、民主苑社区、权台西村社区、小黄山社区、韩园社区、两妥社区、鹿庄社区、东段庄社区、西大吴村、蔡庄村、瓦庄村、小吴村、解台村、建平村、南庄社区、泉河社区、岗子社区、庄庄社区和韩场社区。